# Міжнародний авіакосмічний салон у Фарнборо

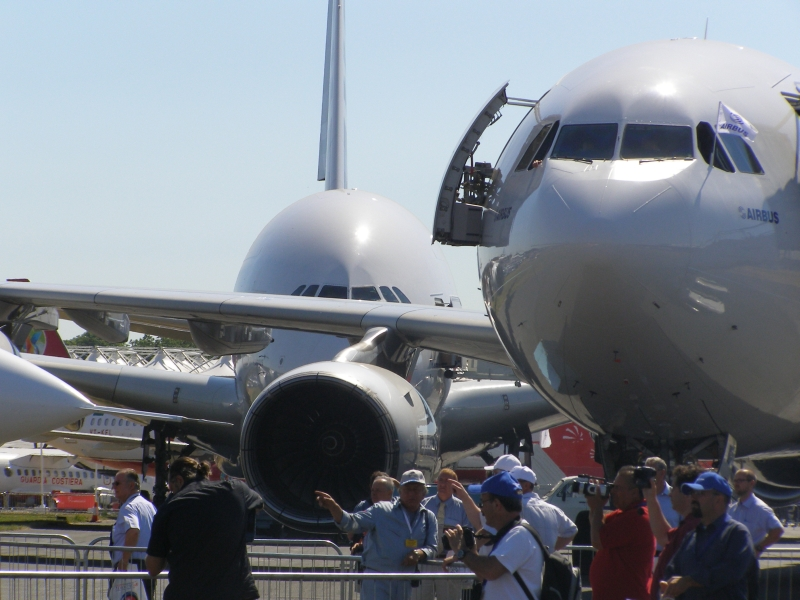
Фарнборо 2006

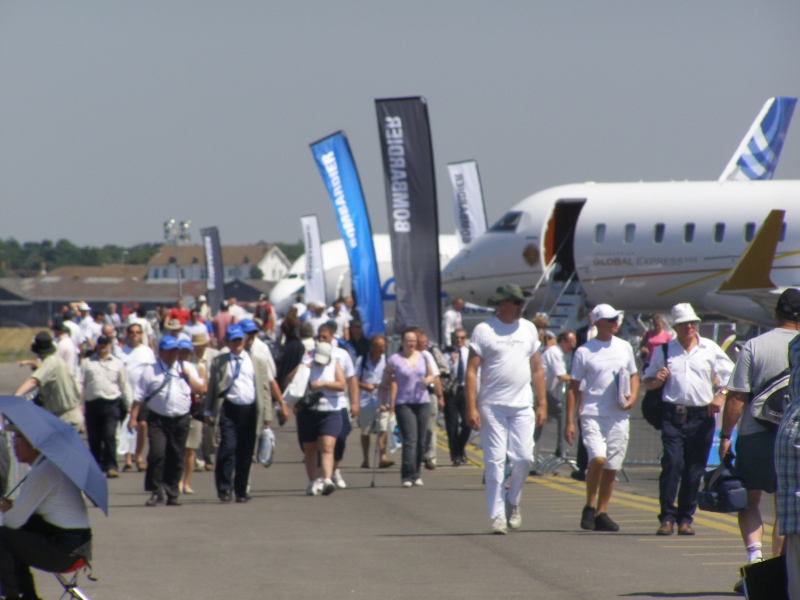
Фарнборо 2006

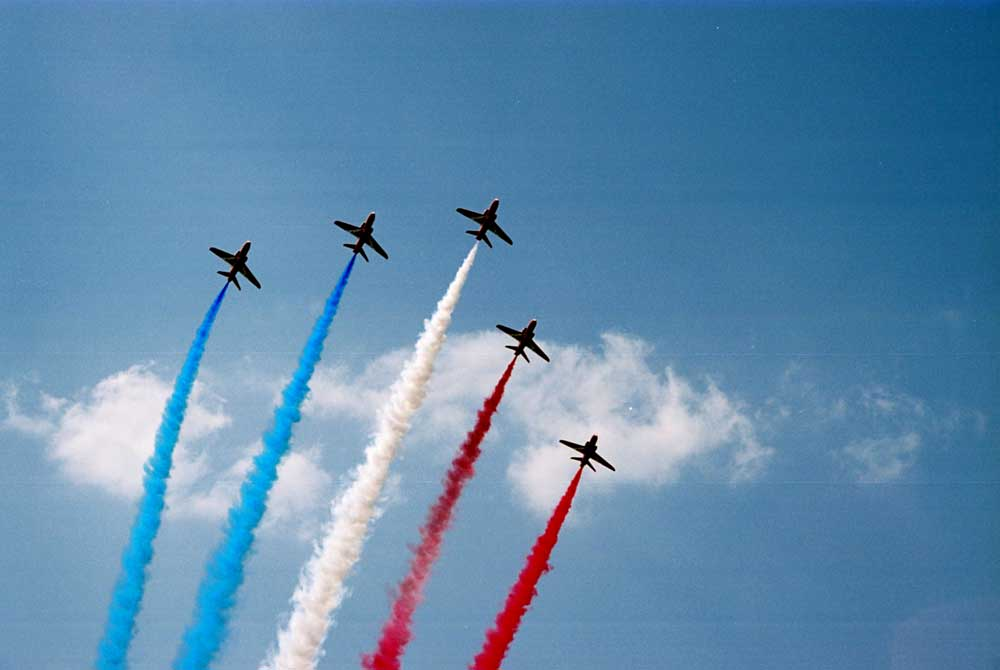
Загін Червоні стріли на Фарнборо

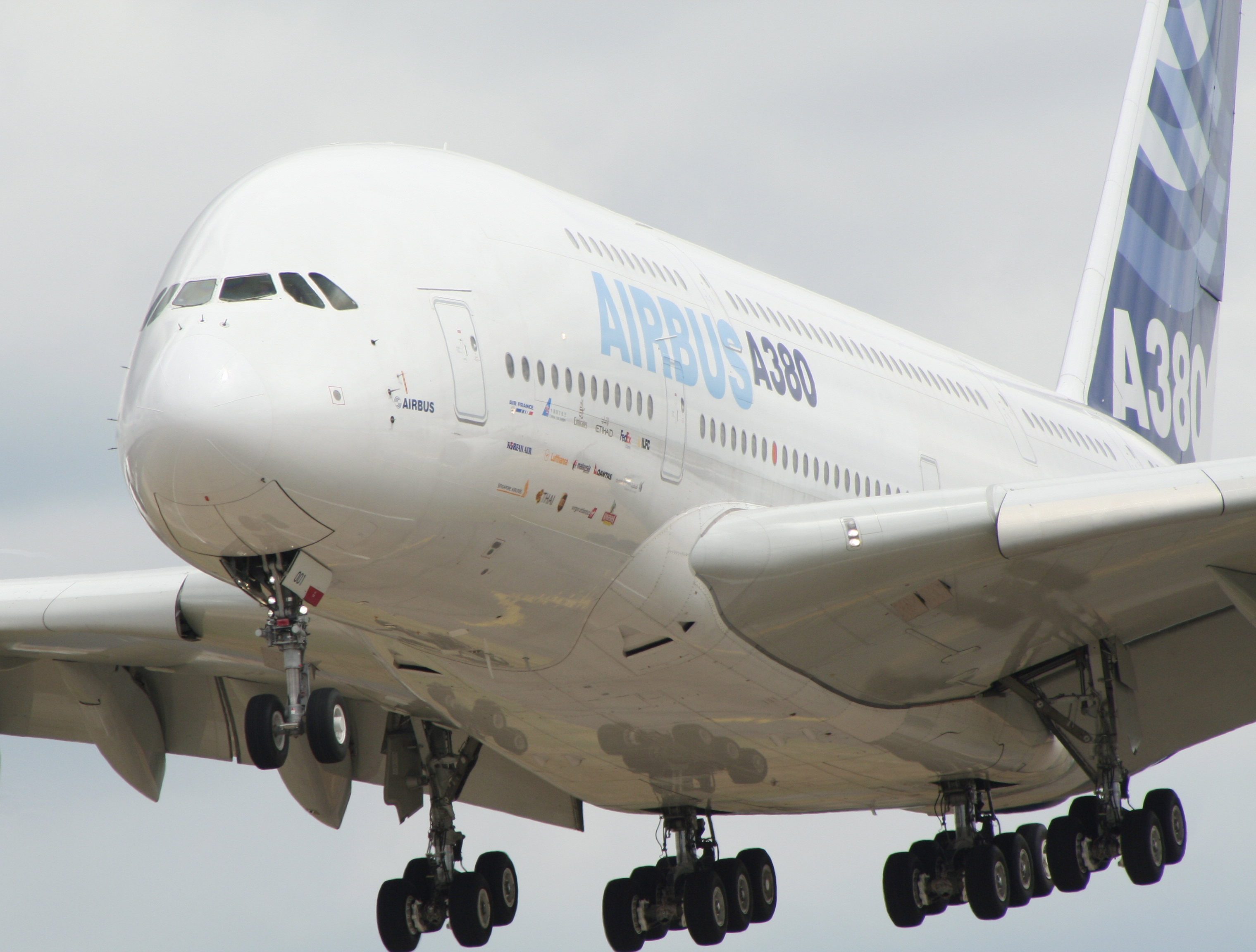
Airbus A380 у Фарнборо

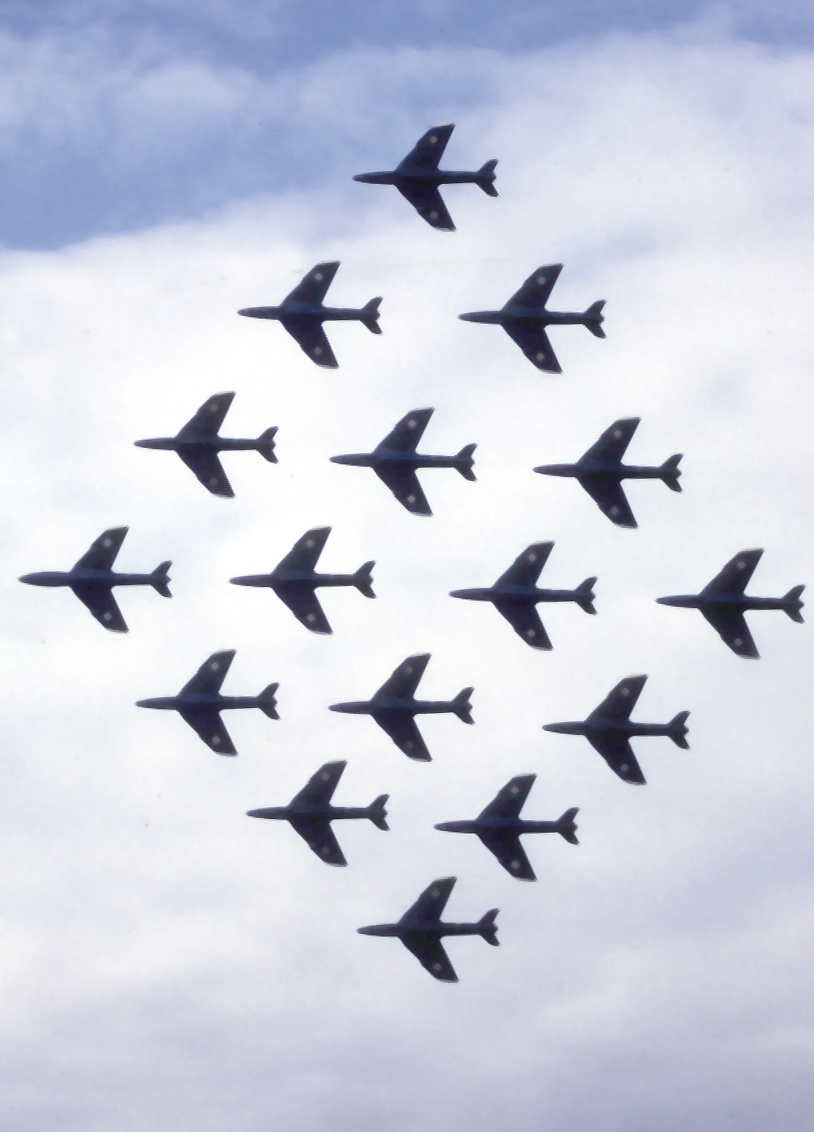
Повітряне шоу на авіасалоні Фарнборо на початку 60-х років XX століття

Міжнародний авіакосмічний салон у Фарнборо (англ. Farnborough International Airshow, FIA) є однією з найбільших у світі виставок авіації і авіаційного устаткування. Авіашоу проводиться один раз на два роки на території виставкового комплексу аеропорту Фарнборо в передмісті Лондона (територія графства Гемпшир). На виставці демонструються літальні апарати всіх типів і призначень, зокрема ті, що представляють історичну цінність, і космічні апарати й супутники, а також авіаційні й космічні двигуни та інша техніка (авіоніка і наземне устаткування, устаткування для аеропортів, радари і системи спостереження), компоненти і матеріали для авіакосмічної галузі. Крім того, в профіль виставки входить демонстрація розробки, виробництва і обслуговування авіаційної техніки, а також проектів в області космічних досліджень.

## Історія
Авіасалон вперше пройшов в 1918 році. Організатором авіасалону із самого початку його історії і дотепер виступає засноване в 1916 році Товариство британських аерокосмічних компаній (англ. The Society of British Aerospace Companies, SBAC).
Спочатку виставка проводилася щорічно в залі «Олімпія» в Лондоні. У 1932 році організатори ухвалили рішення перенести експозицію на аеродром — для того, щоб включити в неї демонстраційні польоти. 27 липня 1932 року авіашоу пройшло в місті Гендон (Hendon). У шоу взяли участь 16 британських авіакомпаній. Аж до початку Другої світової війни шоу проводилося щорічно, а після закінчення військових дій, в 1946 році, поновилося. Тоді воно проводилося в містечку Радлетт (Radlett).
У 1948 році виставка вперше пройшла на аеродромі у Фарнборо (Farnborough Airfield), де і проводиться досі. Організатори віддали перевагу Фарнборо, по-перше, через його близькість до столиці (містечко знаходиться на відстані 30 миль від Лондона), а по-друге, тому, що тут розташовується центральний офіс головної британської авіакосмічної компанії BAE Systems.
З 1962 року авіашоу стало проводитися раз на два роки у зв'язку зі зміною формату — на нього почали запрошувати гостей зі всього світу. У результаті цього популярність і авторитетність салону різко зросли і продовжують рости досі з кожним новим шоу. Багато експертів вважають, що шоу у Фарнборо є наймасштабнішою і значнішою у світі виставкою авіаційної й космічної техніки.
СРСР вперше взяв участь в салоні в 1984 році, виставивши цивільні літаки. З 1988 року у Фарнборо демонструвалися військові радянські літаки.

## Проведення

### 1998 рік
Результати:
- Сума контрактів: $26,7 млрд.

### 2000 рік (24—30 липня)
Несподіваний успіх мали фірми, що будують регіональні літаки. Було замовлено 260 таких машин на загальну суму понад $6 млрд, переважно канадська Bombardier та бразильська Embraer.

### 2002 рік (22—28 липня)
Компанія Boeing не виставила на салоні жодного пасажирського лайнера. Україна представила літак Ан-140.

### 2004 рік (19—25 липня)
Результати:
- Відвідуваність: 300 тис. осіб.
- Учасники: 1300 компаній із 32 країн.

Від України на салоні були представлені Ан-74ТК200 та Ан-140-100.

### 2006 рік (17—23 липня)
Результати:
- Учасники: понад 1500 компаній і фірм із 35 країн.

Салон відзначився протистоянням американських та європейських розробників — Airbus та Boeing, а з двох новинок, які представляла російська делегація, одна — літак Ан-140 — виявилась української розробки.

### 2008 рік (17—23 липня)
Результати:
- Учасники: 1500 компаній із 40 країн.

14 липня британський пілот «Формули-1» Льюїс Гамільтон на своєму боліді, що мчав злітно-посадковою смугою, обігнав пролітаючий над ним літак.

### 2010 рік (19—25 липня)
Результати:
- Сума контрактів: $47 млрд
- Відвідуваність: 120 000 фахівців та 108 000 гостей
- Учасники: 1455 компаній із 40 країн
- Площа експозиції: 107 498 м²
- Національні павільйони: 8
- Делегацій: 70 із 44 країн
- Авіатехніка: 152 одиниці

### 2012 рік (9—15 липня)
Результати:
- Сума контрактів: $72 млрд
- Відвідуваність:
- Учасники:
- Площа експозиції:
- Національні павільйони:
- Делегацій: 70 військових і 13 цивільних делегацій
- Авіатехніка:
- Замовлення: 758 одиниць авіаційної техніки.

При підготовці до вильоту російської делегації виник скандал, пов'язаний із відсутністю необхідних дозвільних документів, які не були видані через неналежний термін подачі заявок з боку російських державних служб.

### 2014 рік (19—24 липня)
У 2014 році російській делегації було відмовлено в участі через агресивну політику Росії щодо України. У роботі салону планувалася участь державних корпорацій «Роскосмос», «Росавіація», «Ростехнології», ВАТ Корпорація «Іркут», «Рособоронекспорт» та інших компаній, але із сімнадцяти членів російської офіційної делегації візи змогли отримати лише п'ятеро.

### 2016 рік (11—17 липня)
Уперше був показаний вузькофюзеляжний реактивний пасажирський літак Boeing 737 MAX із нового сімейства з потужнішими двигунами.
Вдруге (після минулорічного Ле Бурже) був показаний український військово-транспортний літак Ан-178 — багатоцільовий літак із максимальною вантажопідйомністю 18 тон, що має унікальну особливість перевозити морські контейнери 1С та різноманітні вантажі у контейнерах та на піддонах. Він може базуватися і на ґрунтових та високогірних аеродромах.
Від України були представлені також «Укрспецэкспорт», «Укрінмаш», «Артем», «Миколаївський авіаремонтний завод „НАРП“», «Завод „Маяк“».
Ізраїльська «BIRD Aerosystems» приїхала з найновішою конфігурацією системи захисту авіації від ракет, що встановлюватиметься на український гвинтокрил Мі-8.
Компанія Airbus Group показала широкофюзеляжні літаки A350 XWB та A380, а також військові літаки, гелікоптери та космічні системи.
Lockheed Martin представила F-35 Lightning II — винищувач-бомбардувальник п'ятого покоління.

## Катастрофи
6 вересня 1952 на першому післявоєнному авіасалоні сталася катастрофа. Під час демонстраційного польоту на надзвуковій швидкості винищувач DH.110 розвалився на шматки і врізався в землю. Уламки літака зрешетили натовп глядачів, загинула 31 людина.